# لعبة متكررة
في نظرية الألعاب، يطلق اسم اللعبة المتكررة على اللعبة ذات الصيغة الشاملة التي تتكون من عدد من حالات التكرار لعبة بسيطة تسمى اللعبة المرحلية .اللعبة المرحلية هي عادة واحدة من ألعاب الشخصين.وتجسد الفكرة القائلة بأن اللاعب يجب أن يأخذ بعين الاعتبار تأثير تصرفاته الحالية على التصرفات المستقبلية للاعبين الآخرين، وهذا ما يسمى أحيانا «سمعة اللاعب».